# Lapara (bướm đêm)
Lapara là một chi bướm đêm thuộc họ Sphingidae.

## Các loài
- Lapara bombycoides - Walker 1856
- Lapara coniferarum - (JE Smith 1797)
- Lapara halicarnie - Strecker 1880
- Lapara phaeobrachycerous - Brou 1994

## Hình ảnh

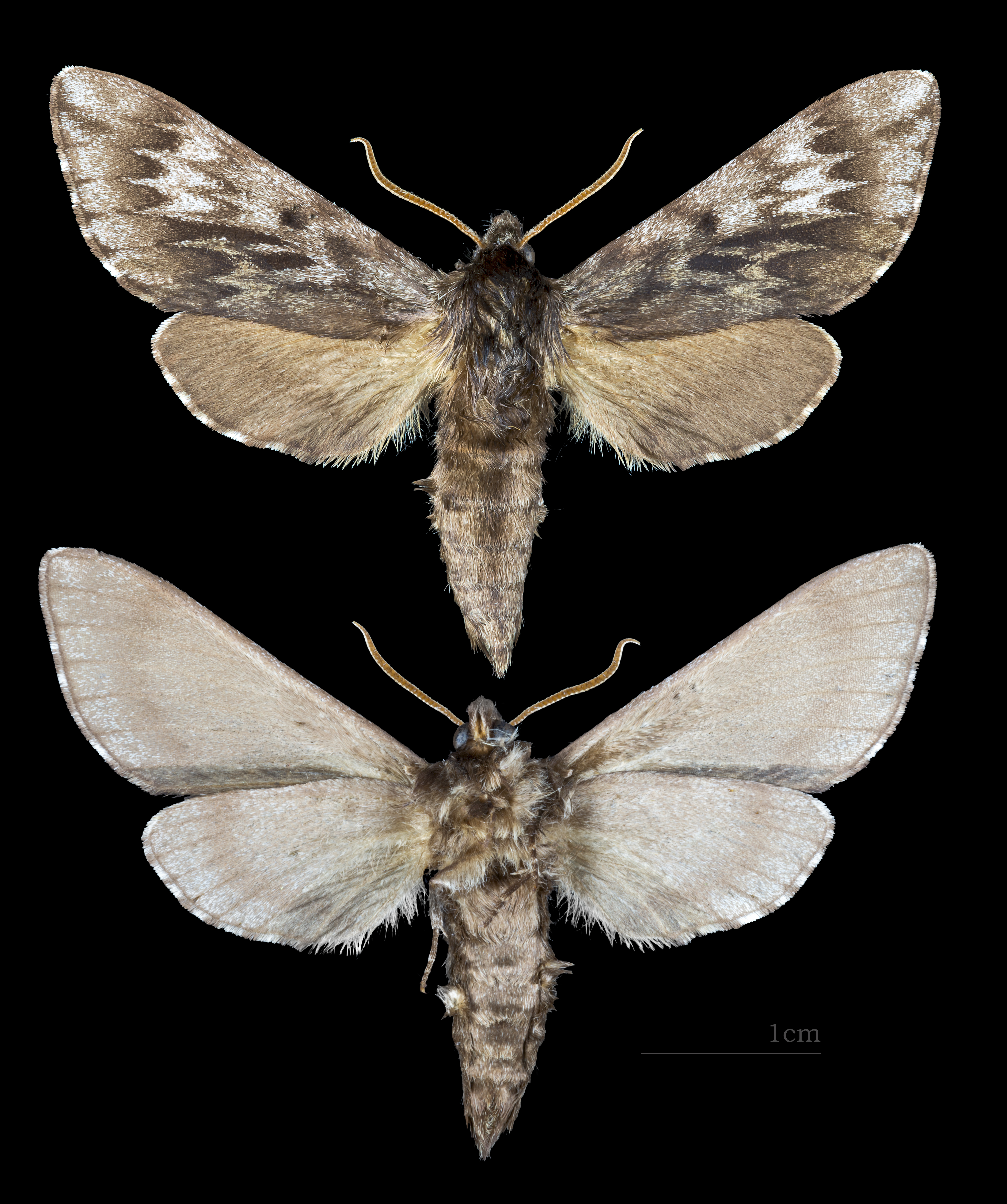
Lapara bombycoides
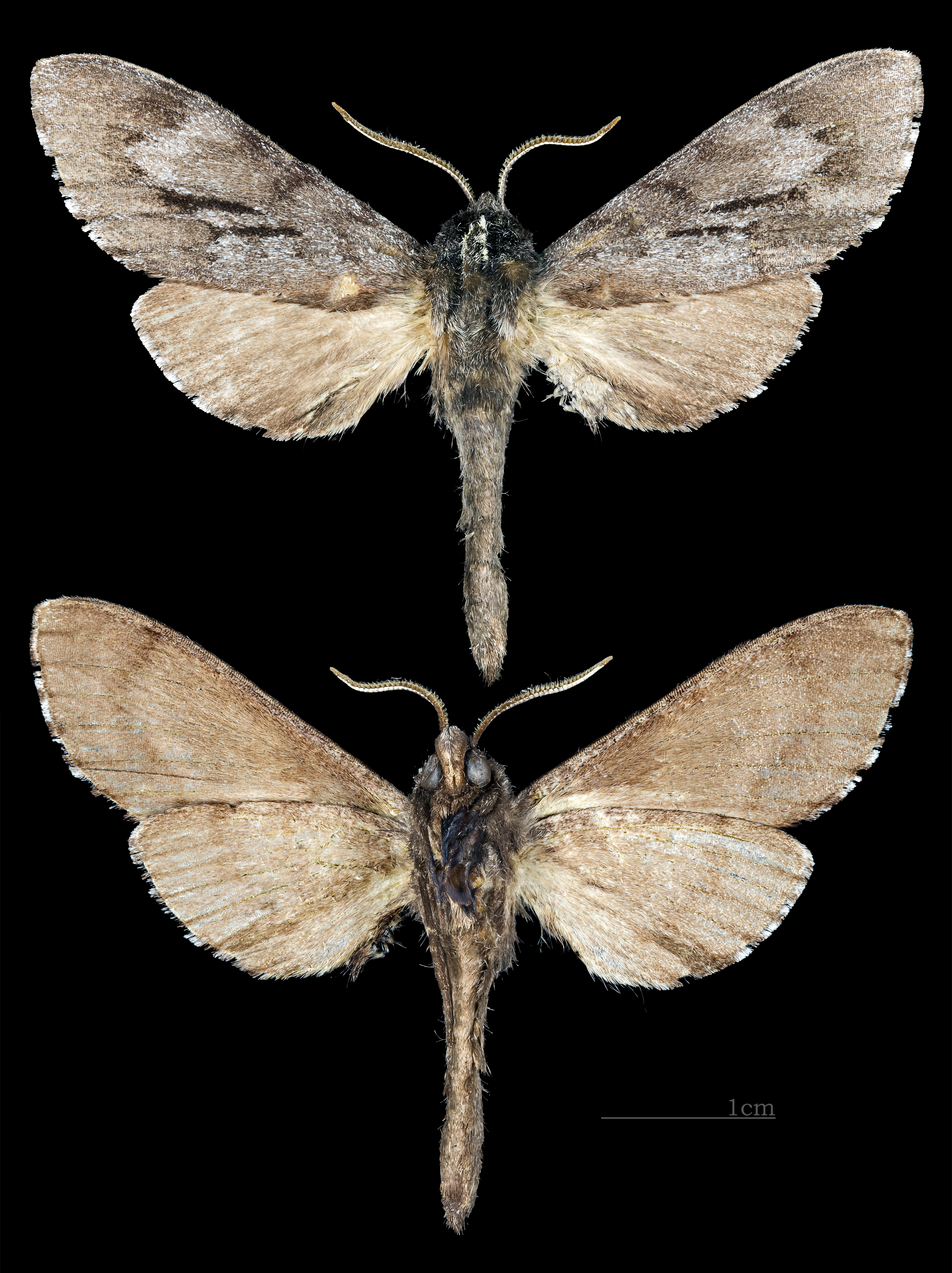
Lapara coniferarum